# Празеодимгерманий
Празеодимгерманий — бинарное неорганическое соединение, интерметаллид
празеодима и германия
с формулой GePr,
кристаллы.

## Получение
- Сплавление стехиометрических количеств чистых веществ:

{\displaystyle {\mathsf {Pr+Ge\ {\xrightarrow {1400^{o}C}}\ GePr}}}

## Физические свойства
Празеодимгерманий образует парамагнитные кристаллы нескольких модификаций:
- ромбическая сингония, пространственная группа C mcm, параметры ячейки a = 0,4468 нм, b = 1,1079 нм, c = 0,4041 нм, Z = 4, структура типа борида хрома CrB;
- ромбическая сингония, пространственная группа P nma, параметры ячейки a = 0,8288 нм, b = 0,4050 нм, c = 0,5987 нм, Z = 4, структура типа борида железа FeB, фаза обеднена празеодимом до 48,4 ат.%;[1][3][4][5].

Соединение образуется по перитектической реакции при температуре 1400 °C.
При температуре 39 К переходит в ферромагнитное состояние.